# Perdea
Perdea ist eine Weißweinsorte. Es handelt sich um eine Neuzüchtung des INRA Bordeaux (Institut National de la Recherche en Agronomie) Sud-Ouest im Südwesten Frankreichs. Unter Leitung des Basken Durquéty wurden die Rebsorten Raffiat de Moncade und Chardonnay gekreuzt.  Pierre Marcel Durquety realisierte zwischen 1950 und 1980 etliche Neuzüchtungen, von denen 7 Rebsorten den Sortenschutz erhielten: die 4 roten Sorten Arinarnoa, Egiodola, Ekigaïna, Semebat sowie die 3 weißen Sorten Arriloba, Liliorila und Perdea.
In Frankreich sind ca. 3 Hektar Rebfläche mit Perdea bestockt. Die Rebsorte ergibt einen fruchtigen Wein, dem es auch an Säure nicht mangelt. Sie reift fast 10 Tage nach dem Gutedel. Sie ist recht resistent gegen die Graufäule neigt jedoch zu Verrieselung.
Siehe auch den Artikel Weinbau in Frankreich  sowie die Liste von Rebsorten.
Abstammung: Raffiat de Moncade × Chardonnay